# Antoine Achélis
Œuvres principales
Le Siège de Malte
Antoine Achélis (en grec moderne Αντώνιος Αχέλης), né à Réthymnon en Crète, est un écrivain grec auteur d'un Siège de Malte publié en 1571.

## Le Siège de Malte
Le Siège de Malte est un poème épique clairement influencé par la Renaissance italienne. À la fois dans le style, par l'abondance de métaphores et comparaisons à l'italienne, et, surtout, parce que l'œuvre est en fait une adaptation versifiée d'une relation en italien du siège de Malte parue en 1565 ou 1566, attribuée à l'écrivain italien Marino Fracasso ou à Pierre Gentil de Vendôme.
Le poème fait toutefois preuve d'originalité par rapport à son modèle, sous la forme de digressions destinées à l'embellir.

## Éditions
- P. Gentil de Vendôme et Antoine Achélis, Le Siège de Malte par les Turcs en 1565, publié en français et en grec d'après les éditions de 1567 et 1571, par Hubert Pernot, Paris, Alphonse Picard, 1910. [PDF] [lire en ligne]